# 小松秀樹
小松 秀樹（こまつ ひでき、1949年（昭和24年） - ）は、日本の医師。元亀田総合病院副院長・泌尿器科顧問。

## 来歴・人物
香川県観音寺市出身。香川県立観音寺第一高等学校、東京大学医学部医学科卒業。
専門分野は、胃がん、膀胱がん、前立腺がん、泌尿器科悪性腫瘍、医療倫理、医療制度。
1974年（昭和49年）東京大学医学部卒業後、東京大学医学部附属病院分院泌尿器科助手、三楽病院泌尿器科医長、青梅市立病院泌尿器科医長、山梨医科大学泌尿器科助教授、虎の門病院泌尿器科部長などを経て、2010年（平成22年）から亀田総合病院副院長。
臨床医の立場から、日本の医療問題に関する積極的な発言を行っている。自身が感じた医療提供者と患者との間にある意識・認識の差異、医療に関する報道と現実との差異などへの問題意識がそれらの発言の端緒であるとしている。
慈恵医大青戸病院事件については本質的には不確実である医療行為の結果が悪かった場合を医療過誤として刑事事件として裁かれるのは理不尽であるとして医療過誤の刑事免責を主張し、代わりに公的な医療事故調査機関の設置を提案している。
2015年（平成27年）9月25日、亀田総合病院を懲戒解雇処分となる。9月14日に懲戒委員会開催決定通知を受けたことでtwitterとfacebookを始め、積極的に情報発信を行っている。

## 著書
- 『慈恵医大青戸病院事件 - 医療の構造と実践的倫理』（2004年9月、日本経済評論社、ISBN 978-4818817111）
- 『医療崩壊 - 「立ち去り型サボタージュ」とは何か』（2006年5月、朝日新聞社、ISBN 978-4022501837）
- 『医療の限界』（2007年6月、新潮新書、ISBN 978-4106102189、Kindle版あり）
- 『地域包括ケアの課題と未来 〜 看取り方と看取られ方 (亀田総合病院地域医療学講座)』（2015年8月31日、ロハスメディア、ISBN 978-4990600877）- 小松俊平、熊田梨恵との共同著作編集